# نقره طلاپوش

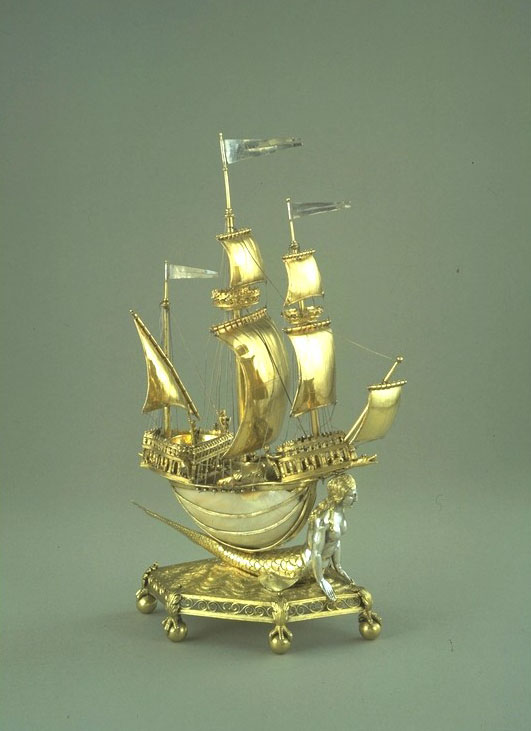
نمکدان نقره طلاپوش (با بخش‌هایی بدون پوشش)، و پوسته ناتیلوس، ۱۵۲۷–۱۵۲۸، فرانسه، موزه ویکتوریا و آلبرت.

نقره طلاپوش یا نقره مذهب نقره‌ای (نقره خالص یا نقره استرلینگ) است که روی آن را طلاکاری کرده‌اند. بیشتر اشیای بزرگی که در طلاسازی ساخته می‌شوند و به نظر طلا می‌رسند در حقیقت نقره طلاپوش هستند، به عنوان مثال بیشتر جوایز ورزشی (شامل مدال‌ها مثل مدال‌های طلایی که در همهٔ بازی‌های المپیک پس از ۱۹۱۲ داده شده‌اند.) و بسیاری از جواهرات تاج اشیایی نقره طلاپوش هستند. جدای از اینکه مواد خام بسیار ارزانتر از طلای جامد هر چند قیراطی به‌دست می‌آیند، اشیای بزرگ نقره طلاپوش هم در صورت بلند کردن به میزان قابل توجهی سبکتر و همچنین با دوام‌تر از طلا هستند. (طلا حتی از سرب سنگین‌تر است و به آسانی شکل گرفته و خم می‌شود). برای اشیایی که جزئیات پیچیده‌ای دارند، طلاکاری نیاز به تمیز کردن و جلا دادن را به شدت کاهش داده و بنابراین خطر آسیب را کاهش می‌دهد. نقرهٔ طلاکاری نشده اکسیده شده و به جلا دادن مداوم نیاز خواهد داشت، طلا اصلاً اکسیده نمی‌شود.

## تکنیک‌ها

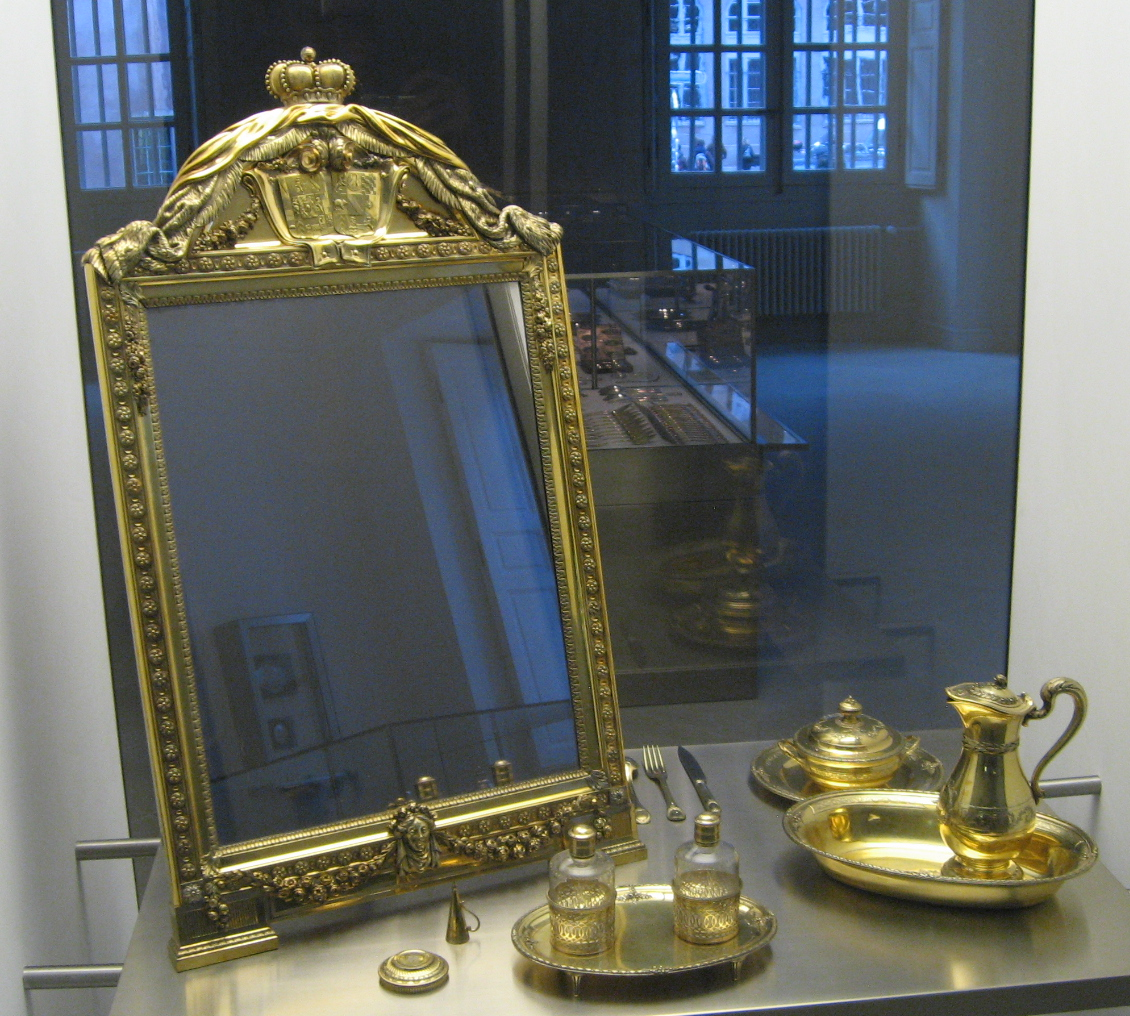
نقره طلاپوش وسایل آرایش توسط یوهان یاکوب کریشتاین، ۱۷۸۶

اجسام نقره طلاپوش از زمان‌های قدیم بسیار قدیم در سراسر اوراسیا با استفاده از انواع تکنیک‌های طلاکاری ساخته شده‌اند، و یک تکنیک طلاکاری متمایز توسط اینکاها در دوران دوران پیشاکلمبی توسعه یافت. در ادیسهٔ هومر روکش‌کاری، تا کردن یا چکش‌کاری روی ورقه طلای نازک ذکر شده‌است. (Bk vi، 232)